# 정시 (북연)
정시(正始)는 중국 북연(北燕) 혜의제(惠懿帝)의 연호이다. 407년 7월에서 409년 10월까지 2년 4개월 동안 사용하였다. 407년 7월, 풍발(馮跋)의 정변으로 모용희(慕容熙)가 살해되고 고운(高雲)이 천왕(天王)에 즉위하여 개원하였다.
같은 시기에 사용된 다른 연호로는 동진(東晉)에서 사용한 의희(義熙 : 405년 ~ 418년), 후진(後秦)에서 사용한 홍시(弘始 : 399년 ~ 416년), 서진(西秦)에서 사용한 경시(更始 : 409년 ~ 412년), 북량(北凉)에서 사용한 영안(永安 : 401년 ~ 412년), 남량(南凉)에서 사용한 가평(嘉平 : 408년 ~ 414년), 남연(南燕)에서 사용한 태상(太上 : 405년 ~ 410년), 서량(西凉)에서 사용한 건초(建初 : 405년 ~ 417년), 하(夏)에서 사용한 용승(龍昇 : 407년 ~ 413년), 북위(北魏)에서 사용한 천사(天賜 : 404년 ~ 409년)가 있다.

## 개원
후연(後燕) 건시(建始) 원년 7월 28일(407년 9월 15일)에 건국 후에 바로 정시(正始)로 건원함.

## 연대대조표
| 정시                | 원년            | 2년             | 3년             |
| 서력                | 407년           | 408년           | 409년           |
| 육십간지 (六十干支) | 정미(丁未)      | 무신(戊申)      | 기유(己酉)      |
| 동진 (東晉)         | 의희(義熙) 3년  | 4년             | 5년             |
| 후진 (後秦)         | 홍시(弘始) 9년  | 10년            | 11년            |
| 서진 (西秦)         | -               | -               | 경시(更始) 원년 |
| 북량 (北凉)         | 영안(永安) 7년  | 8년             | 9년             |
| 남량 (南凉)         | -               | 가평(嘉平) 원년 | 2년             |
| 남연 (南燕)         | 태상(太上) 3년  | 4년             | 5년             |
| 서량 (西凉)         | 건초(建初) 3년  | 4년             | 5년             |
| 하 (夏)             | 용승(龍昇) 원년 | 2년             | 3년             |
| 북위 (北魏)         | 천사(天賜) 4년  | 5년             | 6년             |

## 같이 보기
- 다른 왕조의 같은 연호
  - 조위(曹魏) 정시(240년 ~ 249년)
  - 북위(北魏) 정시(504년 ~ 508년)
- 중국의 연호